# Centrale thermique

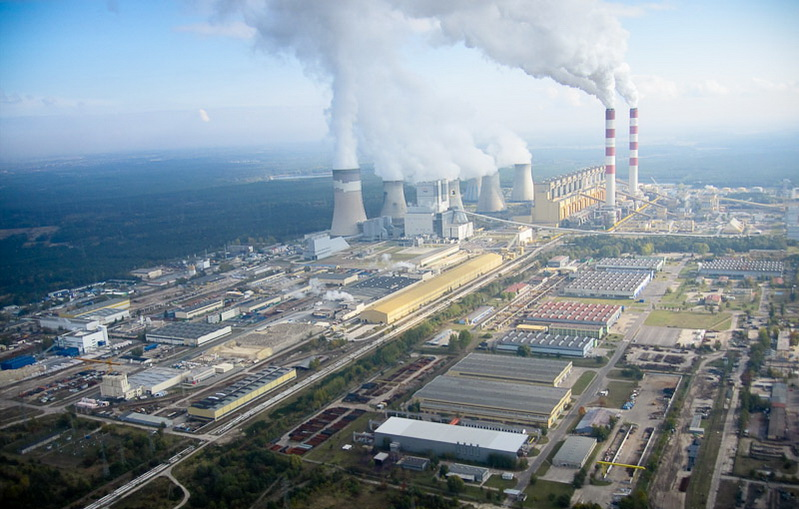
Centrale thermique de Bełchatów, la plus grande d'Europe, en Pologne.

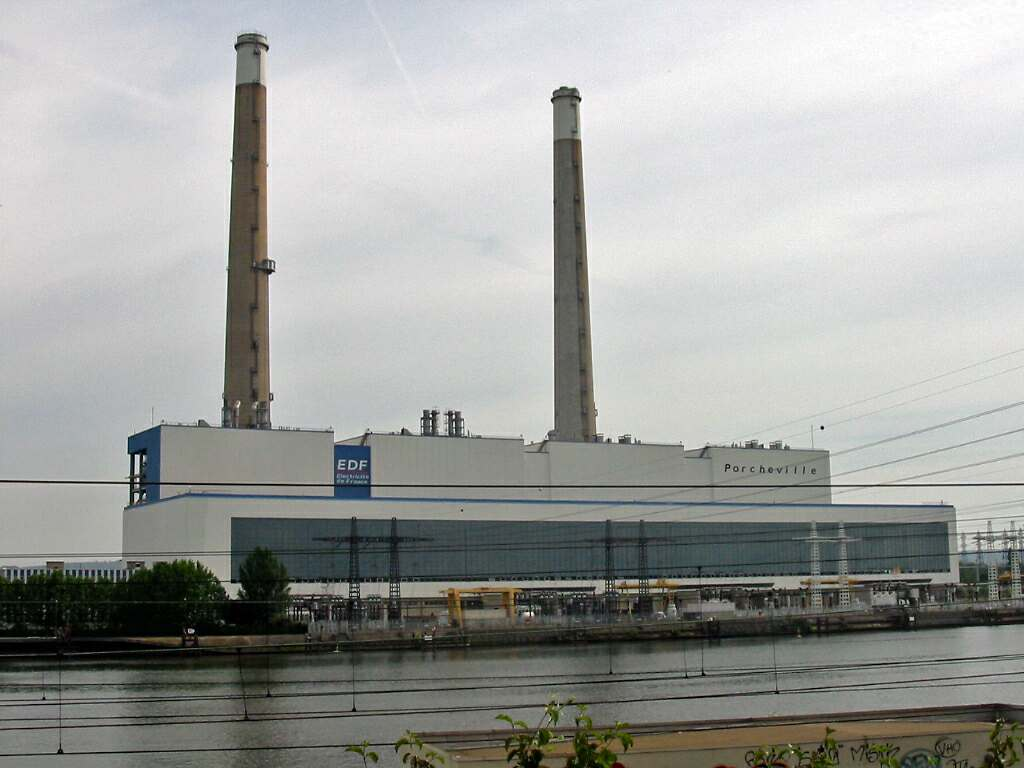
Centrale thermique EDF de Porcheville (arrêtée définitivement en 2017).

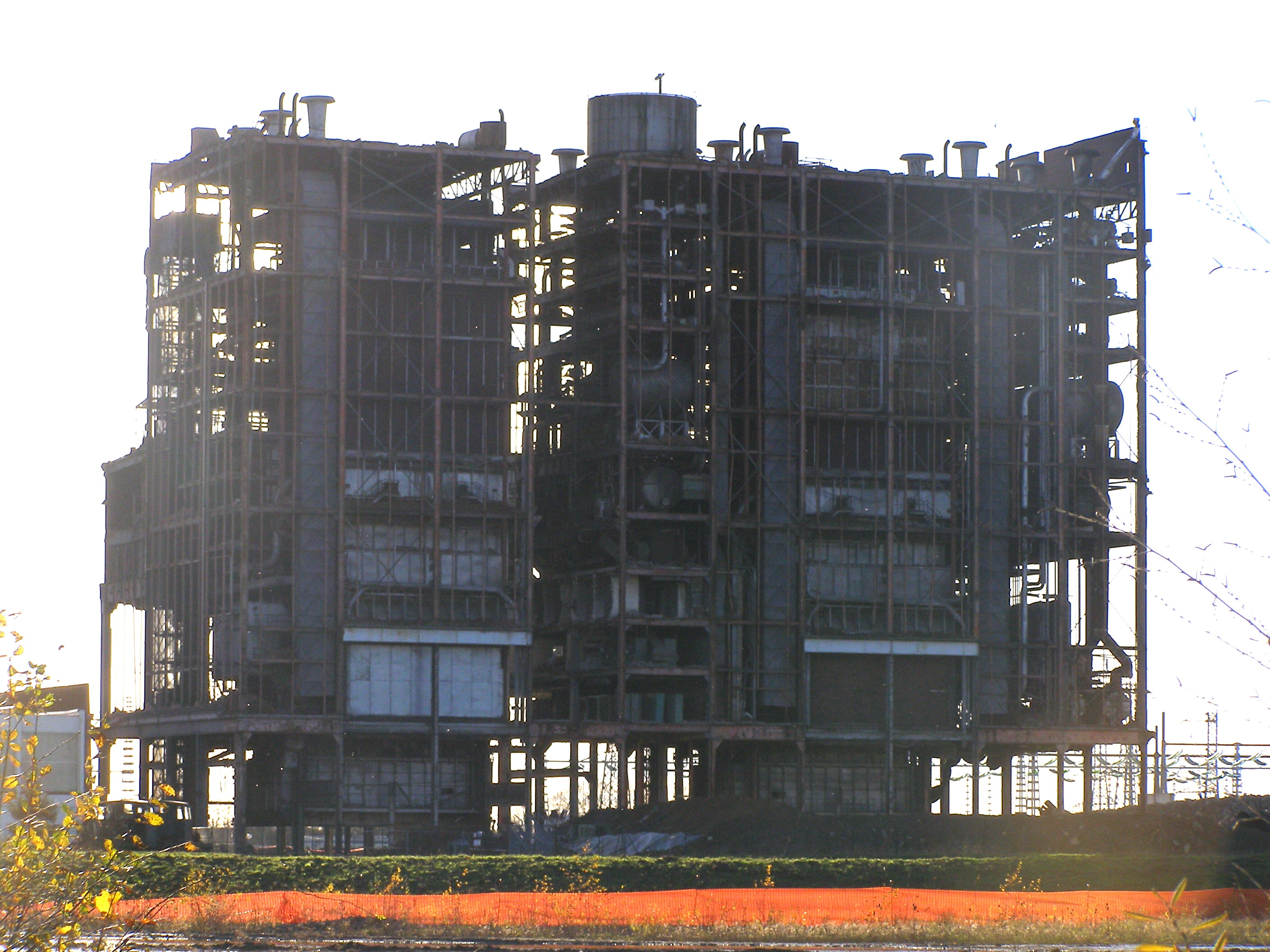
Chaudières (en démolition) de la centrale thermique de Pont-sur-Sambre.

Une centrale thermique est une centrale électrique qui fonctionne à partir d'une source de chaleur selon le principe des machines thermiques. Cette transformation se fait soit directement, par détente des gaz de combustion, soit indirectement, par exemple à travers un cycle eau-vapeur. Les installations à cogénération utilisent en outre une partie de la chaleur résiduelle pour d'autres applications, telles que les réseaux de chaleur.
L'origine de cette source de chaleur détermine le type technologique de centrale thermique :
- centrales thermiques à flamme, utilisant l’énergie dégagée en brûlant un combustible fossile (charbon, gaz naturel, fioul, certaines huiles minérales) ou d'autres types de combustibles (déchets d'activités économiques, ménagers, bois, etc.) ;
- centrale nucléaire, utilisant l'énergie dégagée par la fission de noyaux d'uranium 235 ou de plutonium 239 ;
- centrale géothermique, utilisant l'énergie géothermique profonde ;
- centrale solaire thermodynamique, utilisant la chaleur reçue du soleil au moyen d'un dispositif de concentration.

## Fonctionnement
Les centrales thermiques sont construites autour d’une machine thermique entraînant un alternateur produisant l’énergie électrique. Ces machines thermiques peuvent être à combustion externe (turbines à vapeur, machine à vapeur) ou à combustion interne (moteur Diesel, turbine à combustion). Une turbine à vapeur et une turbine à combustion peuvent cohabiter dans une centrale à cycle combiné pour en améliorer le rendement global. Le rendement peut encore être amélioré par un procédé de cogénération ou de trigénération.

### Centrales avec turbines à combustion
Au cœur d'une turbine à combustion, l'inflammation du combustible provoque une augmentation de pression des gaz de combustion, qui se détendent au sein de la turbine. L'énergie cinétique créée par cette expansion est transmise à la turbine, dont la rotation entraîne à son tour un alternateur accouplé. L'alternateur transforme enfin cette énergie mécanique en énergie électrique.

### Centrales avec turbines à vapeur

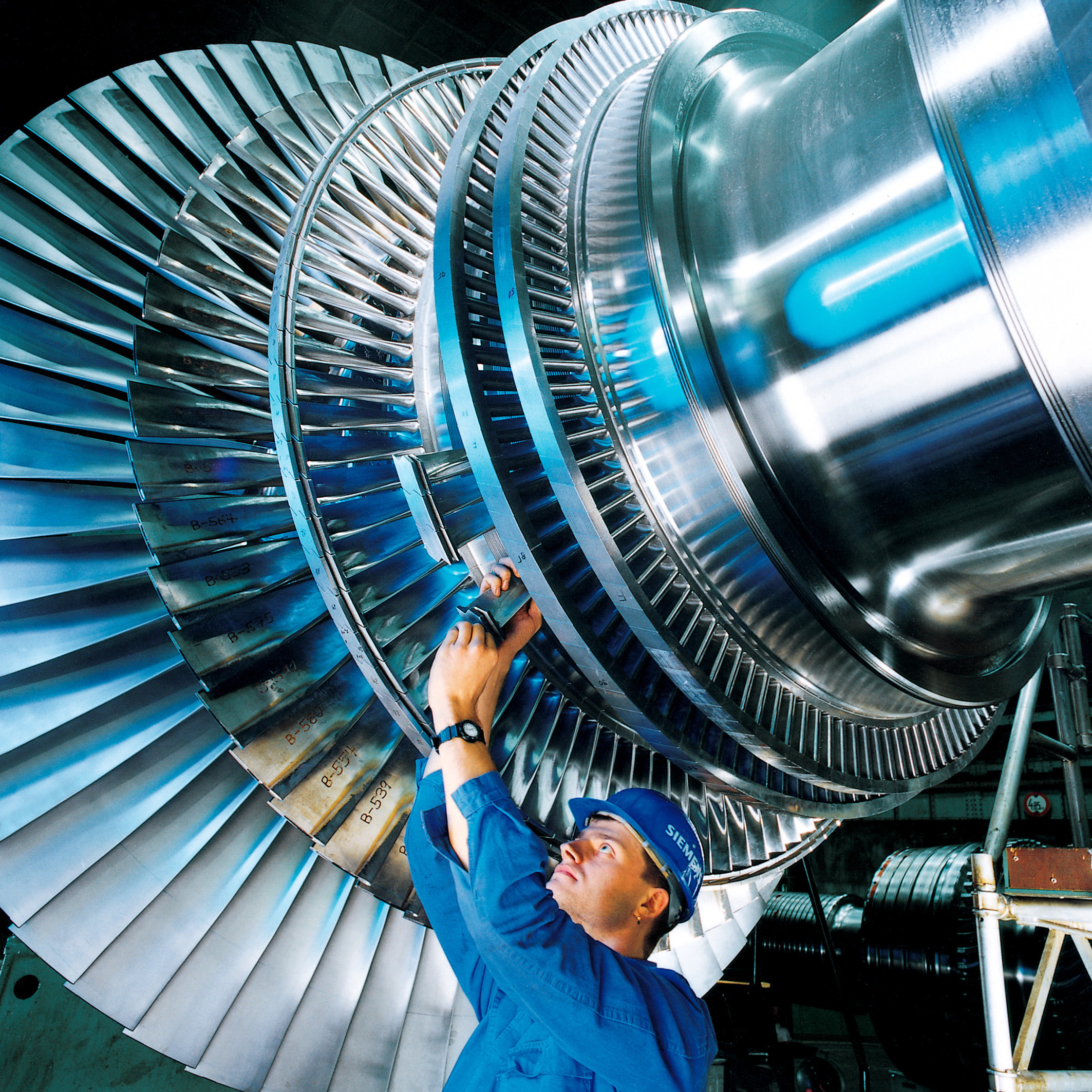
Rotor d’une turbine à vapeur.

Le fonctionnement d'une centrale à turbine à vapeur est similaire, le fluide de travail étant de la vapeur d'eau au lieu de l'air. La source chaude (fission nucléaire, combustion du fioul ou du charbon, incinération...) chauffe (directement ou indirectement) de l'eau, qui passe de l'état liquide à l'état vapeur. La vapeur ainsi produite est admise dans la turbine, qui entraîne un alternateur.

### Cogénération
La cogénération consiste à produire conjointement de l'électricité et de la chaleur destinée à un procédé industriel ou au chauffage urbain, afin d'améliorer le rendement global d'une centrale thermique. Pour ce faire, des échangeurs de chaleur récupèrent une partie de l’énergie de récupération des gaz brûlés ou de l'eau de refroidissement pour améliorer le rendement de l'ensemble.

## Types
Les centrales thermiques se répartissent en plusieurs catégories, selon leur principe technologique de fonctionnement, lequel dépend de la source de chaleur :
- centrales à combustion, dites « à flamme » :
  - avec chaudière (charbon, fioul, gaz ou biomasse) et turbine à vapeur ;
  - avec moteur à combustion interne (fioul, gaz, etc.) : turbine à gaz, moteur diesel ou à cycle combiné rassemblant turbine à gaz et turbine à vapeur ;
- centrales nucléaires, qui comprennent des turbines à vapeur ;
- centrales récupérant de la chaleur préexistante (solaire thermodynamique, géothermique…), qui comprennent également des turbines à vapeur.

### Centrales avec chaudière
Dans ce type de centrale à flamme, le combustible est brûlé dans une chaudière, la chaleur ainsi dégagée produit de la vapeur d'eau sous pression, qui entraîne la turbine à vapeur.

#### Centrales au charbon

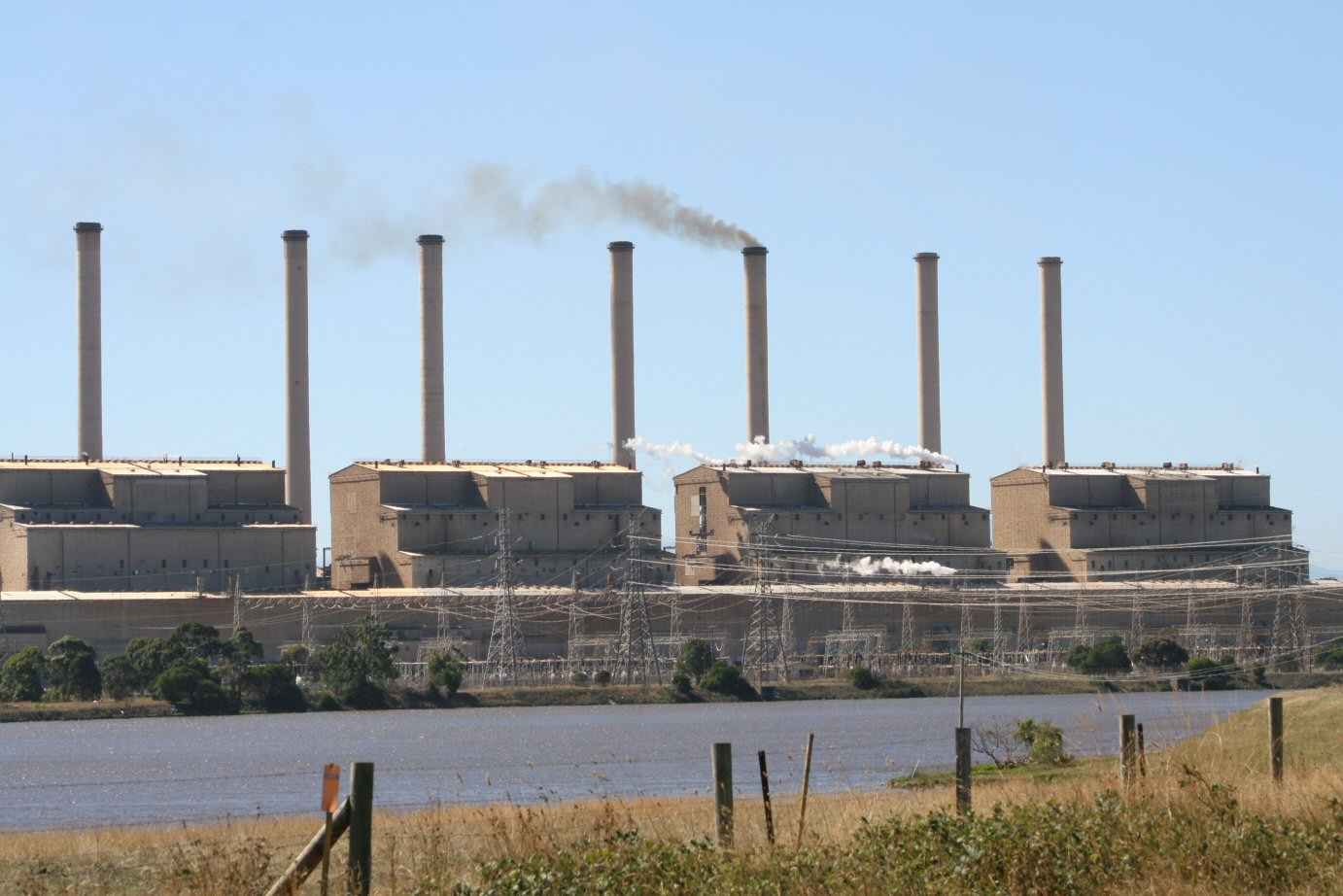
Centrale électrique à charbon. La mise à l'arrêt d'un des électrofiltres entraîne l'émission de la fumée brune.

Vue intérieure de l'ancienne, alimentée en charbon par la mine de Szombierki, en Silésie (Pologne).

Les centrales thermiques au charbon sont les plus répandues dans le monde, notamment dans les pays ayant d'importantes réserves de charbon (Inde, Chine, États-Unis, Allemagne, etc.).
Selon l'édition 2021 du rapport de Global Energy Monitor, le parc de centrales au charbon en fonctionnement s'est accru de 18,2 GW nets en 2021, après 11,5 GW en 2020. Les fermetures ont représenté une baisse de capacité de 26,8 GW, soit presque deux fois moins qu'en 2020 (45,3 GW), et les ouvertures 45 GW. La Chine a mis en service 25,2 GW de nouvelles centrales, soit plus de la moitié du total mondial. Elle prévoit d'accroître sa production de charbon de 300 Mt en 2022, soit une hausse de 7 % par rapport à 2021, année déjà marquée par une progression de 5,7 %. À l'inverse, l'Union européenne a fermé 12,9 GW en 2021, soit près de la moitié du total des fermetures au niveau mondial, dont 5,8 GW en Allemagne et 1,9 GW au Portugal. Aux États-Unis aussi, la tendance aux fermetures a ralenti en 2021 : entre 6,4 et 9 GW de capacité y ont été supprimées, contre 11,6 GW en 2020. La puissance totale de capacités en développement a atteint 456,5 GW, une baisse de 13 % par rapport à 2020, tandis que le nombre de centrales au charbon ayant reçu une date de démantèlement a pratiquement doublé, pour atteindre 750 centrales (soit 550 GW) sur plus de 2 400 de ces installations en activité. Des projets actifs sont recensés dans 34 pays, contre 41 en janvier 2021.
Pour la première fois, les capacités mondiales des centrales au charbon ont légèrement décliné au premier semestre 2020 : −3 GW sur un parc total de 2 047 GW, selon le rapport publié par Global Energy Monitor. Les fermetures ont totalisé 21 GW, dont 8 GW en Europe et 5 GW aux États-Unis ; les ouvertures ont atteint 18 GW, dont 11 GW en Chine et 1,8 GW au Japon. Au cours des deux dernières décennies, les capacités mondiales augmentaient en moyenne au rythme de 25 GW par semestre. La Chine concentre près de la moitié des projets de centrales (plus de 250 GW), suivie par l'Inde (65 GW), la Turquie et l'Indonésie. Au total, 190 GW de centrales à charbon sont en construction dans le monde et 332 GW supplémentaires sont programmés.
De quelques dizaines de mégawatts au milieu du XXe siècle, leur puissance unitaire a rapidement augmenté pour maintenant dépasser 1 000 MW. Parallèlement à la croissance de leur puissance unitaire, leur rendement a été amélioré grâce à l'augmentation de la pression et de la température de la vapeur utilisée. Des valeurs usuelles de 180 bars et 540 °C que l'on rencontrait dans les années 1970, on atteint désormais des valeurs supercritiques de plus de 250 bars et 600 °C.
Elles ont ainsi pu conserver une certaine compétitivité, par rapport à d'autres types de centrales.[Lesquelles ?]
Plusieurs dispositifs diminuent leurs rejets polluants. Les poussières (suies) contenues dans les fumées sont captées par des électrofiltres (ou dans certains pays, par des filtres à manches), les oxydes de soufre (SO2, SO3) sont piégés dans des unités de désulfuration (FGD en anglais : « flue gas desulfurization ») qui rendent la valorisation des cendres volantes moins difficile pour le génie civil, et plus récemment sont apparus les équipements éliminant les oxydes d'azote (NOx) (SCR en anglais : « selective catalytic reduction »).
Des développements en cours concernent le captage du CO2 dans les centrales thermiques. C'est en effet la production d'électricité à partir de charbon qui est le principal émetteur de gaz à effet de serre au monde. Plusieurs techniques sont étudiées en parallèle :
- la pré-combustion, essentiellement aux États-Unis, fervents défenseurs de l'IGCC (integrated gasification combined cycle), c'est-à-dire le recours à la gazéification du charbon[8]) ;
- l'oxycombustion, combustion à l'oxygène pur, et non à l'air, ce qui, en outre, diminue la formation d'oxydes d'azote ;
- la capture en post-combustion, c'est-à-dire le captage du CO2 dans les fumées, par réaction avec des amines ou de l'ammoniaque. Ces dernières techniques sont les plus avancées, bien qu'encore à l'état de prototypes.

Toutes ces techniques ont le désavantage de consommer beaucoup d'énergie et donc de faire chuter le rendement net d'une dizaine de points[réf. nécessaire].
En France, depuis 2004, le charbon n'est plus extrait des mines. Du charbon d'importation, principalement de Russie et d'Australie en 2020, reste utilisé pour la production d'électricité d'origine thermique en période de pointe. En 2021, il a représenté 0,74 % de l'électricité produite et environ 10 % de l'électricité d'origine fossile.

##### Impacts environnementaux et sanitaires
Les centrales thermiques au charbon restent les premières sources d'émission de gaz à effet de serre, de gaz précurseurs de l'ozone troposphérique et de production de suies, notamment en Chine et aux États-Unis. Selon une étude, les centrales à charbon des 20 principaux pays de l’Union européenne auraient entraîné 23 000 morts prématurées en Europe en 2013, dont 1 380 en France ; les centrales à charbon françaises auraient provoqué 390 morts prématurées en Europe, dont 50 en France,,.
À titre d'exemple, selon l'Environmental Protection Agency, elles sont responsables de 28 % du nickel, 62 % de l'arsenic, 13 % des NOx, 77 % des acides, 60 % des aérosols acidifiant à base de SO2, 50 % du mercure et 22 % du chrome retrouvés dans les masses d'air des États-Unis (qui dérivent ensuite vers l'Europe au-dessus de l'océan Atlantique). Dans ces pays industriellement avancés, par rapport aux incinérateurs médicaux et incinérateurs de déchets ménagers, ce sont les centrales thermiques au charbon qui ont le moins amélioré leurs performances globales en termes d'émission de mercure dans l'air ; leurs émissions par tonne de charbon brûlé n'ont diminué que de 10 % aux États-Unis en 15 ans (de 1990 à 2005), alors que les émissions de mercure des incinérateurs de déchets médicaux ont dans le même temps diminué de 98 % et celles des incinérateurs de déchets de 96 %.
Leurs eaux de refroidissement ou de rejets peuvent contenir des biocides à base de chlore ou de brome et sont également souvent une source de réchauffement des eaux de surface (pollution thermique, qui peut affecter la vie et certains équilibres aquatiques,,). Les cendres volantes du charbon polluent, dégradent les monuments et peuvent contenir des radionucléides diffusés dans l'air ou via les résidus,.
Les poussières dans les fumées (cendres volantes) et les mâchefers sont pollués par des métaux toxiques comme le thallium, le cadmium, le vanadium et le chrome .
Les centrales à charbon actives dans les pays du G7 risquent de coûter au monde 450 milliards de dollars par an d'ici à la fin du XXIe siècle, selon l'ONG Oxfam. La contribution du G7 au réchauffement climatique va coûter, rien qu'à l'Afrique, plus de 43 milliards de dollars par an d'ici les années 2080 et 84 milliards d'ici 2100. « Chaque centrale à charbon peut être considérée comme une arme de destruction du climat qui intensifie les conditions météorologiques changeantes, aux conséquences désastreuses sur les récoltes, accroît la hausse des prix alimentaires et, en fin de compte, augmente le nombre de personnes en proie à la faim ».
Quelques pays très dépendants au charbon ont enclenché une sortie de cette source énergie, dont par exemple la France, le Royaume-Uni, l'Italie et plus récemment l'Allemagne et le Chili. Ce dernier, qui devait accueillir fin 2019 la 25e conférence de l'ONU sur les changements climatiques (COP25), a annoncé en avril 2019 ne plus vouloir construire aucune centrale au charbon, puis en juin 2019 vouloir fermer, dans les cinq ans, huit de ses 28 centrales à charbon. Ces huit centrales représentent 20 % de la capacité énergétique du pays ; leur fermeture ramènera les émissions de CO2 du secteur électrique de 30 Mt/an (millions de tonnes par an) à 4 Mt/an ; les centrales au charbon totalisent 5 500 mégawatts et produisent 40 % de l'électricité du pays. Le plan énergétique chilien vise 100 % d'électricité d'origine renouvelable d'ici 2040. Le président Sebastián Piñera a cependant précisé que le pays conserverait ces centrales en « réserve stratégique ».

##### Centrales à charbon à pollution réduite
Les chaudières à lit fluidisé circulant, développées depuis 1980, permettent de réduire la pollution émise. Leur température de foyer beaucoup plus basse (850 °C) diminue la formation de d'oxyde d'azote (NOx), et du calcaire ajouté dans leur lit réagit avec les oxydes de soufre. La production de vapeur y est donc moins polluante et on rencontre le terme de « charbon propre » pour les caractériser. Cependant, leur taille actuelle (300 à 400 MW) ne leur permet pas de concurrencer les chaudières conventionnelles de fortes puissances.
Plus récemment s'est développée la technique des centrales au charbon à haut rendement, dites « supercritiques », où l’eau est soumise à une température et à une pression telles qu’elle passe directement d’un état liquide à gazeux : les gains d’efficacité de cette opération diminuent le besoin en combustible, et donc les rejets de CO2 liés à la combustion du charbon. Plus la température et la pression augmentent, plus ces gains augmentent. Une centrale est dite « supercritique » quand la température dépasse 565 °C et la pression 250 bars. Au-delà de 300 bars et de 585 °C, la centrale est dite « ultra-supercritique » et permet de réduire d’environ 20 % le combustible utilisé, donc de 20 % les rejets carbonés (CO2), mais aussi de diviser par sept les rejets d’oxyde d'azote (NOx) et par plus de dix les émissions d’oxyde de soufre (SOx). Par exemple, EDF et l’électricien China Datang Corporation (CDT) ont mis en service en 2016 la première centrale au charbon à haut rendement exploitée par EDF. La technique utilisée offre un rendement de près de 44 % (contre 35 % pour une centrale au charbon classique), ainsi qu’un impact réduit sur l'environnement : 800 g/kWh d’émissions de CO2 contre 900 g/kWh pour une centrale au charbon classique ; 100 mg/Nm3 d’émissions de NOx et de SOx, contre respectivement 720 mg/Nm3 et 1 300 mg/Nm3 pour une centrale au charbon sans traitement des fumées.

##### Avenir des centrales au charbon en Europe
La part du charbon et du lignite dans la production d'électricité de l'Union européenne a chuté de 21 % entre 1990 et 2014, soit 1 % par an, d'après les chiffres de l'Agence européenne pour l'environnement.
En 2016, 16 centrales à charbon ont été fermées en Europe, dont la dernière centrale belge, faisant de la Belgique le premier pays d'Europe à sortir du charbon. Cependant 293 centrales sont toujours en activité bien que près de 80 % ne soient plus rentables.
En 2017, l'institut Climate Analytics souligne que deux pays, l'Allemagne et la Pologne, possèdent 51 % des capacités installées et sont responsables de 54 % des émissions issues des centrales à charbon.
Le 3 novembre 2017, une trentaine d'associations écologistes lancent la campagne « Europe Beyond Coal » pour « accélérer la sortie du charbon dans toute l'Union européenne ». Selon Bloomberg, entre 2016 et 2022, cette campagne a déjà abouti à la fermeture de la moitié des centrales à charbon européennes.
En 2019, pour la première fois en Europe, les centrales à gaz ont produit plus d'électricité que les centrales à charbon.
En 2020, la Suède et l'Autriche ferment leur dernière centrale, en avance sur leurs prévisions. EDP, énergéticien portugais, annonce sa sortie du charbon en 2021. L'Espagne ferme sept centrales en juin 2020, un an et demi après la fermeture des mines de charbon, pour éviter les coûts de leur adaptation aux réglementations européennes, et quatre des huit centrales restantes ont déposé leur demande d'autorisation de fermeture.
Près de 40 centrales devraient fermer dans les années à venir en Finlande, en France, en Italie, aux Pays-Bas, au Portugal et au Royaume-Uni, car ces pays ont choisi de sortir du charbon d'ici 2030 au plus tard.
En France, la fermeture des centrales utilisant le charbon est entamée et devrait s'achever avec la mise en service de l'EPR de Flamanville. Début 2022, la France ne possède plus que deux centrales au charbon.

#### Centrales au fioul
Ce type de centrale brûle du fioul dans une chaudière produisant de la vapeur, laquelle fait tourner une turbine qui entraîne un alternateur pour produire de l'électricité.
Son fonctionnement est tout à fait semblable à celui décrit pour les centrales au charbon, les principales différences affectant uniquement la chaudière et ses auxiliaires, ceux-ci étant spécifiques pour un combustible liquide.

#### Centrales au gaz

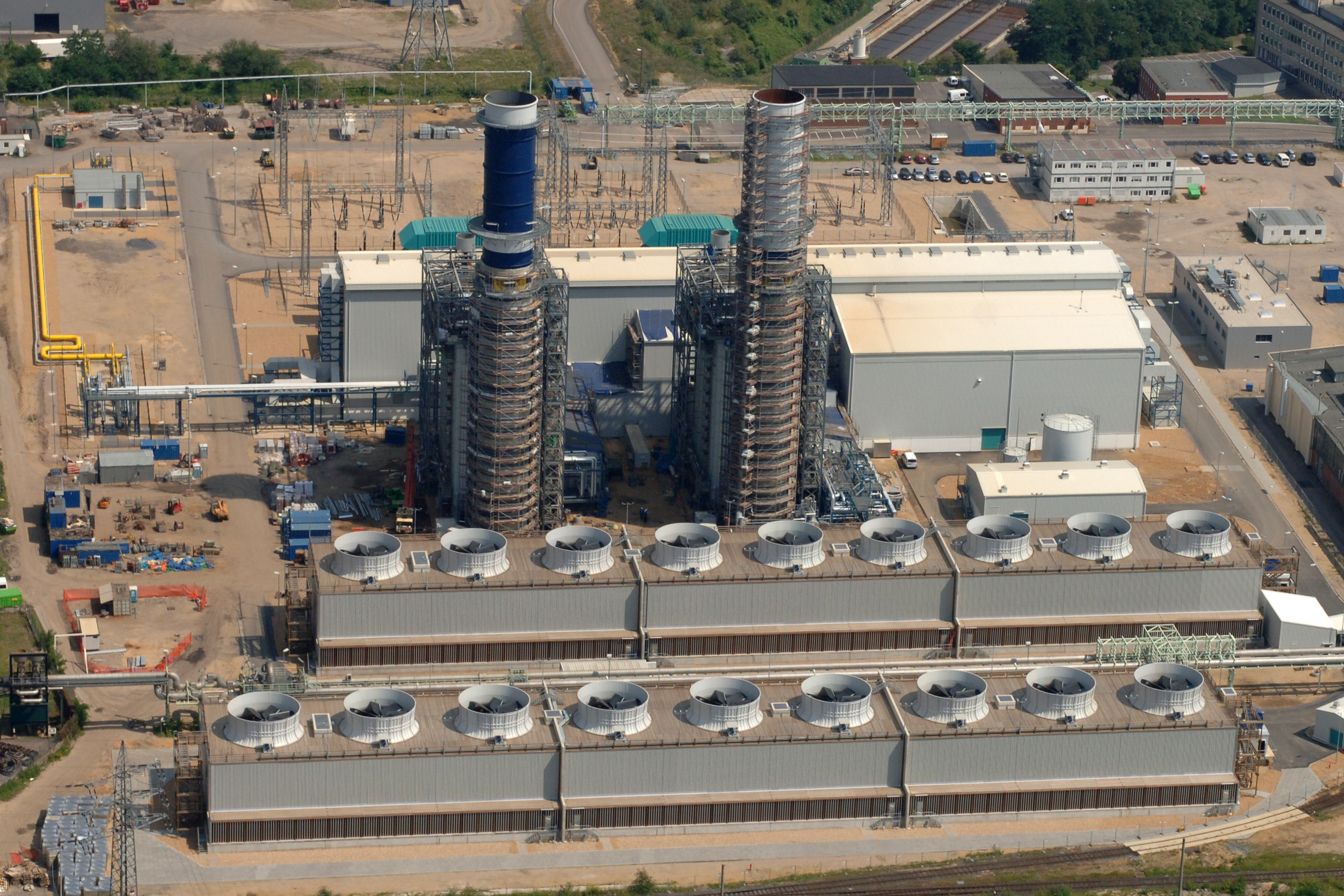
Centrale au gaz en Allemagne.

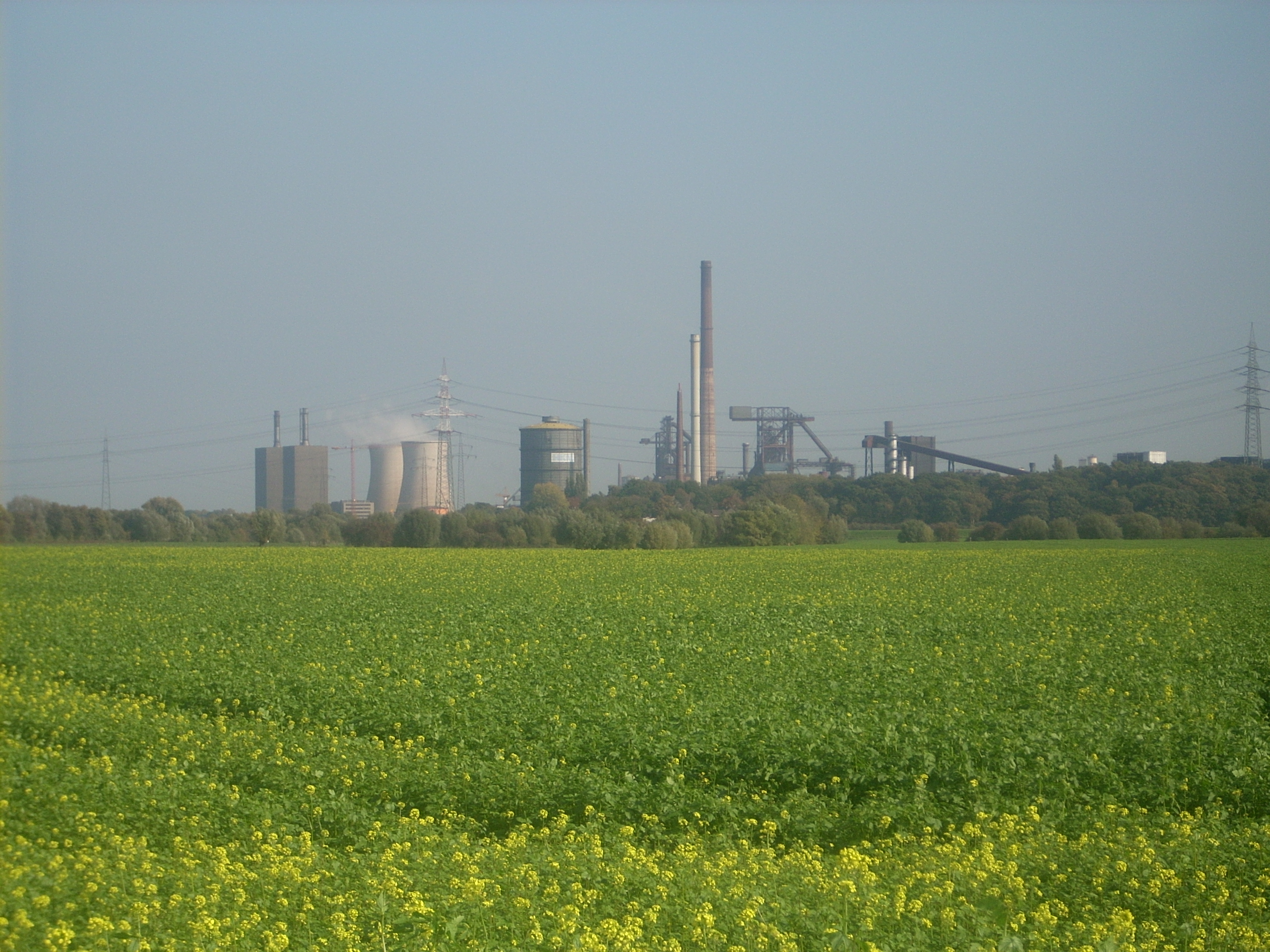
Centrale thermique de Duisburg-Huckingen en Allemagne.

Dans certains pays producteurs de gaz naturel, on trouve encore d'anciennes centrales semblables aux centrales au fioul, mais utilisant du gaz comme combustible, au lieu du fioul, pour produire la vapeur alimentant la turbine. Leur fonctionnement est identique, mais la chaudière est spécifiquement dimensionnée pour ce combustible gazeux. Depuis les années 1990 et l'essor des turbines à combustion (en cycle simple ou en combiné), ce genre de centrales se raréfie au profit des centrales avec turbines à combustion, en particulier du fait du meilleur rendement de ces turbines en cycle combiné. Le rendement du cycle combiné gaz de la centrale thermique de Bouchain dépasse ainsi 62 %.

#### Centrales à biomasse
En Europe, des centrales électriques de grande taille fonctionnent déjà à la biomasse, et pour certaines depuis 25 ans en Scandinavie. Plus récemment, pour la production électrique en voie thermique, la cogénération d’électricité et de chaleur remplace progressivement les centrales de production électrique pure. Mais dans certains pays, ou dans certaines régions, les opérateurs énergéticiens rencontrent des difficultés dans cette conversion, notamment du fait du manque d’infrastructures à même de valoriser la chaleur de cogénération, telles que les réseaux de chaleur. Afin d’avancer malgré cela dans la transition énergétique, et en attendant la mise en place progressive de ces infrastructures, les opérateurs font parfois le choix de convertir leurs moyens de production thermique existants du charbon à la biomasse. Ce fut le cas en de nombreux sites au Royaume-Uni, en Pologne, aux Pays-Bas ou dans des régions comme la Wallonie ou la Provence. Prévus pour des durées de fonctionnement d’une vingtaine d’années, ils permettent, durant cette période transitoire, d’une part d’avoir arrêté immédiatement le recours au charbon, et d’autre part de maintenir les capacités de production en attendant que les consommations d’électricité soient mieux maîtrisées et que d’autres dispositifs plus performants se mettent en place, comme la cogénération ou le stockage des énergies renouvelables intermittentes.
Parmi les centrales à biomasse les plus notables, on peut citer la centrale électrique de Drax (4 000 MW) au Royaume-Uni et la centrale thermique de Provence (150 MW) à Gardanne.
En France, au 31 décembre 2020, la puissance installée des centrales de la filière bioénergie atteint 2 171,5 MW, dont 680,3 MW (31,3 %) de centrales utilisant du bois et d'autres biocombustibles solides (+3,1 %). Ces centrales ont produit 9,6 TWh en 2020, soit 2,0 % de la production d'électricité du pays, dont 2,5 TWh pour les centrales à biomasse solide (bois, etc.).
En février 2021, 500 scientifiques adressent une lettre ouverte aux dirigeants des États-Unis, de l'Union européenne, du Japon et de la Corée pour les mettre en garde contre le risque qu'un développement trop important de la filière bois énergie s'avère contre-productif en matière de lutte contre le changement climatique. Les scientifiques encouragent les gouvernements à supprimer toute incitation qui encouragerait le bois énergie, que celui-ci soit issu ou non de leurs propres ressources forestières,,.

### Centrales avec moteur à combustion interne
Un moteur à combustion interne (MCI) est un type de moteur à combustion dans lequel l'énergie thermique dégagée par la combustion est convertie en énergie mécanique.

#### Turbines à combustion
Ce type de centrale peut utiliser des combustibles gazeux (gaz naturel, butane, propane, etc.), mais aussi liquides (depuis les plus volatils comme le naphta, l'alcool, jusqu'aux plus visqueux (fiouls lourds ou résiduels, voire du pétrole brut), en passant par le kérosène ou le fioul domestique).
La terminologie française « turbine à gaz » ou TAG, issue de la traduction littérale du terme anglais gas turbine, peut porter à confusion. L'appellation « turbine à combustion », ou TAC, plus exacte, permet d'éviter cette ambiguïté.
On distingue deux types de centrales.
Les centrales à cycle simpleElles sont constituées d'une turbine à combustion fonctionnant au combustible liquide ou gazeux entraînant un alternateur. Elles sont surtout utilisées comme centrales de pointe, pour assurer un complément de production en cas de forte demande ponctuelle (heures de pointe).
Les centrales à cycle combinéLeur rendement énergétique est amélioré par l'ajout d'une chaudière de récupération. Celle-ci exploite la chaleur sensible résiduelle, contenue dans les fumées à l'échappement de la turbine à combustion, pour produire de la vapeur alimentant une turbine à vapeur. Cette dernière peut à son tour soit entraîner un second alternateur sur une deuxième ligne d'arbre (on parle alors de cycle combiné « à lignes d'arbres séparées »), soit être installée sur la même ligne d'arbre que la turbine à combustion (on parle alors de cycle combiné « à une seule ligne d'arbre »). Cette dernière configuration, disponible chez plusieurs constructeurs mondiaux, atteint des rendements de 60 % et plus dans les années 2010.

#### Moteurs Diesel
Certaines centrales électriques thermiques utilisent des moteurs Diesel pour entraîner les alternateurs.
En France, c’est le cas des zones non interconnectées au réseau métropolitain continental (systèmes électriques en Corse, Guadeloupe, Martinique, Nouvelle-Calédonie, à La Réunion, Mayotte, etc.).

## Impact environnemental

### Émissions de dioxyde de carbone
En 2018, la part du secteur de la production d'électricité et de chaleur dans les émissions de CO2 liées à l'énergie était de 41,7 %.
Dans l'Union européenne, les émissions de gaz à effet de serre pour la production d’un kilowattheure d’électricité ont baissé de 45 % entre 1990 et 2018, passant de 510 g CO2eq/kWh à 281 g CO2eq/kWh en 2018. Selon les premières estimations, elles atteindraient 249 g CO2eq/kWh en 2019. Les émissions sont élevées dans les pays où la filière charbon est encore importante, comme l’Allemagne (406 g/kWh) ou plus encore la Pologne (789 g/kWh) et l'Estonie (900 g/kWh). À l’inverse, elles sont beaucoup plus faibles dans les pays ayant développé les énergies nucléaire et/ou renouvelables, comme la France (54 g/kWh) ou la Suède (13 g/kWh).
En France, la production d’électricité représente environ 4,8 % des émissions totales de CO2 en 2019. Cette part, hors autoconsommation, s'élevait à 17,1 Mt de CO2 en 2020 contre 18,7 Mt en 2019 ; leur principale source est le gaz naturel (13,5 Mt).
En 2021, le charbon reste la principale ressource utilisée pour la production d'électricité dans le monde. En 2019, sa part dans le mix électrique s'élevait à 36,6 %. Il demeure donc aussi le principal émetteur de CO2 pour la production mondiale d'électricité et de chaleur : 73,1 % des émissions totales en 2019.